# Giovanni Domenico Maraldi
Giovanni Domenico (francuski: Jean-Dominique) Maraldi (Perinaldo, Ligurija, 17. travnja 1709. – 14. studenoga 1788., talijanski astronom, sinovac Giacoma F. Maraldija.

## Životopis
Rođen u Perinaldu u talijanskoj pokrajini Liguriji. U Pariz je doselio 1727. godine. Članom je Francuske akademije znanosti od 1731. godine. Dok je ondje promatrao komet De Chéseaux (C/1743 X1) s Jacquesom Cassinijem 1746., otkrio je dvije "maglovite zvijezde" za koje se poslije pokazalo da su kuglasti skupovi M15 i M2. U rodni Perinaldo vratio se 1772. godine. Počasti je dobio posmrtno, skupa sa stricem. Godine 1935. Mjesečev krater nazvan je po njihovom prezimenu, Maraldi.

## Vanjske poveznice
- WorldCat
- VIAF
- Kontrolni broj Kongresne knjižnice
- Francuska nacionalna knjižnica